# Cederberg (municipalité)
Pour les articles homonymes, voir Cederberg.
Cederberg (Cederberg Local Municipality) est une municipalité locale du district municipal de West Coast dans la province du Cap-Occidental en Afrique du Sud. Le siège de la municipalité est situé dans la ville de Clanwilliam.

## Localisation
La municipalité couvre une superficie totale de 8007 kilomètres carrés et s'étend de l'océan Atlantique à l'ouest jusqu'à la rivière Doring à l'est. Elle jouxte la municipalité de Matzikama au nord, la municipalité de Hantam à l'est et les municipalités de Witzenberg et Bergrivier au sud.

## Démographie
Selon le recensement de 2011, les 49 768 résidents de la municipalité de Cederberg sont majoritairement issus de la population coloured (75,65 %). Les populations noires et les blancs représentent respectivement 12,67 % et 10,97 % des habitants.
Les habitants ont majoritairement l'afrikaans pour langue maternelle (88,66 %) devant le xhosa (4,98 %).

## Localités
Les principales localités de la municipalité sont :
| Ville, villages et localités                         | Code   | Population | Superficie (km2) | Langue maternelle dominante |
| ---------------------------------------------------- | ------ | ---------- | ---------------- | --------------------------- |
| Citrusdal                                            | 161007 | 7 177      | 4,70             | Afrikaans                   |
| Clanwilliam                                          | 161007 | 7 674      | 15,27            | Afrikaans                   |
| Elands Bay                                           | 161006 | 1 525      | 3,76             | Afrikaans                   |
| Graafwater                                           | 161003 | 2 261      | 1,88             | Afrikaans                   |
| Lamberts Bay                                         | 161001 | 6 120      | 45,73            | Afrikaans                   |
| Leipoldtville                                        | 161005 | 298        | 0,65             | Afrikaans                   |
| Zone rurale (dont la réserve naturelle du Cederberg) | 161002 | 24 713     | 7 935,49         | Afrikaans                   |
| Total                                                | Total  | 49 768     | 8 000,48         | Afrikaans                   |

## Historique

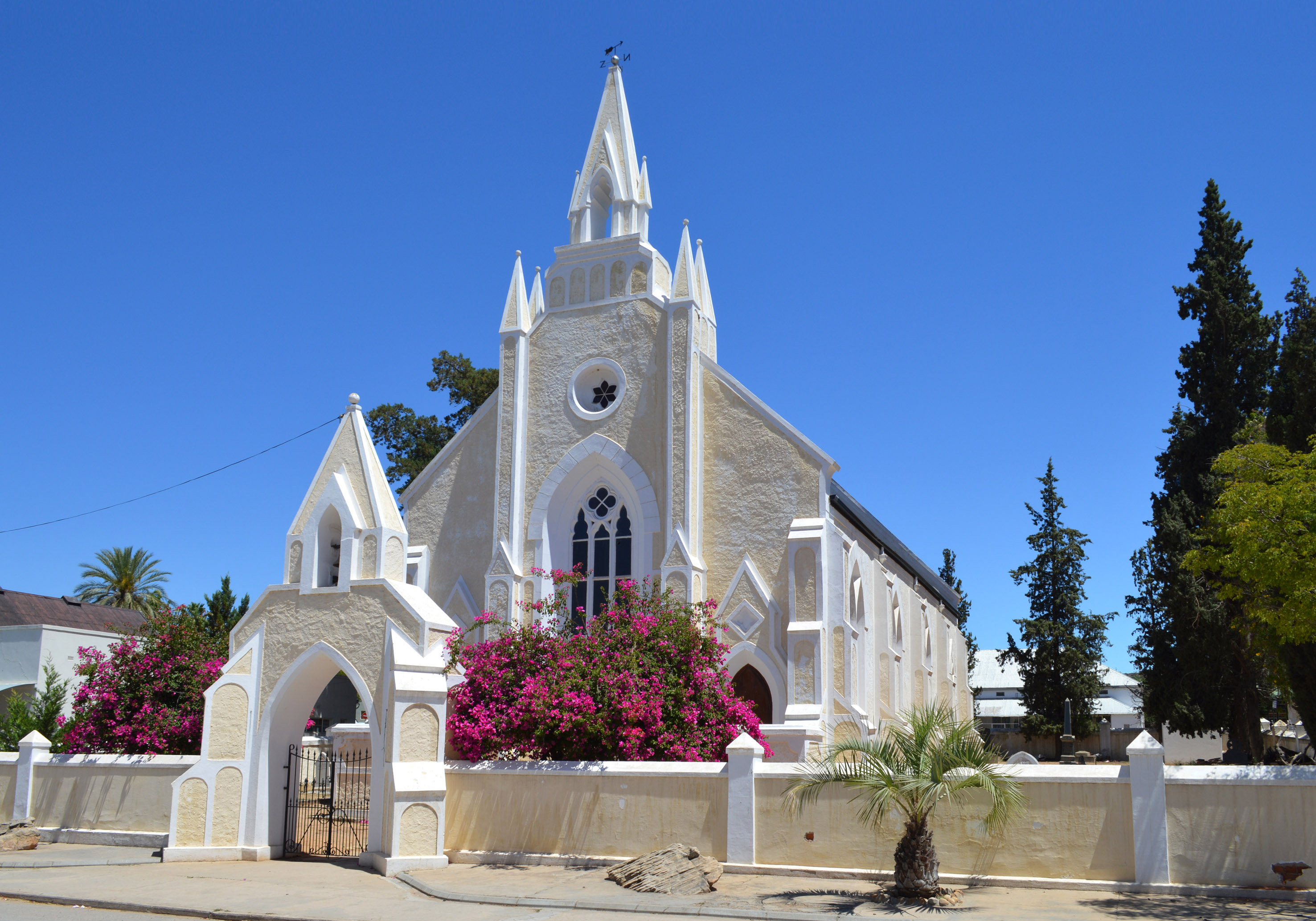
Église réformée hollandaise de Clanwilliam.

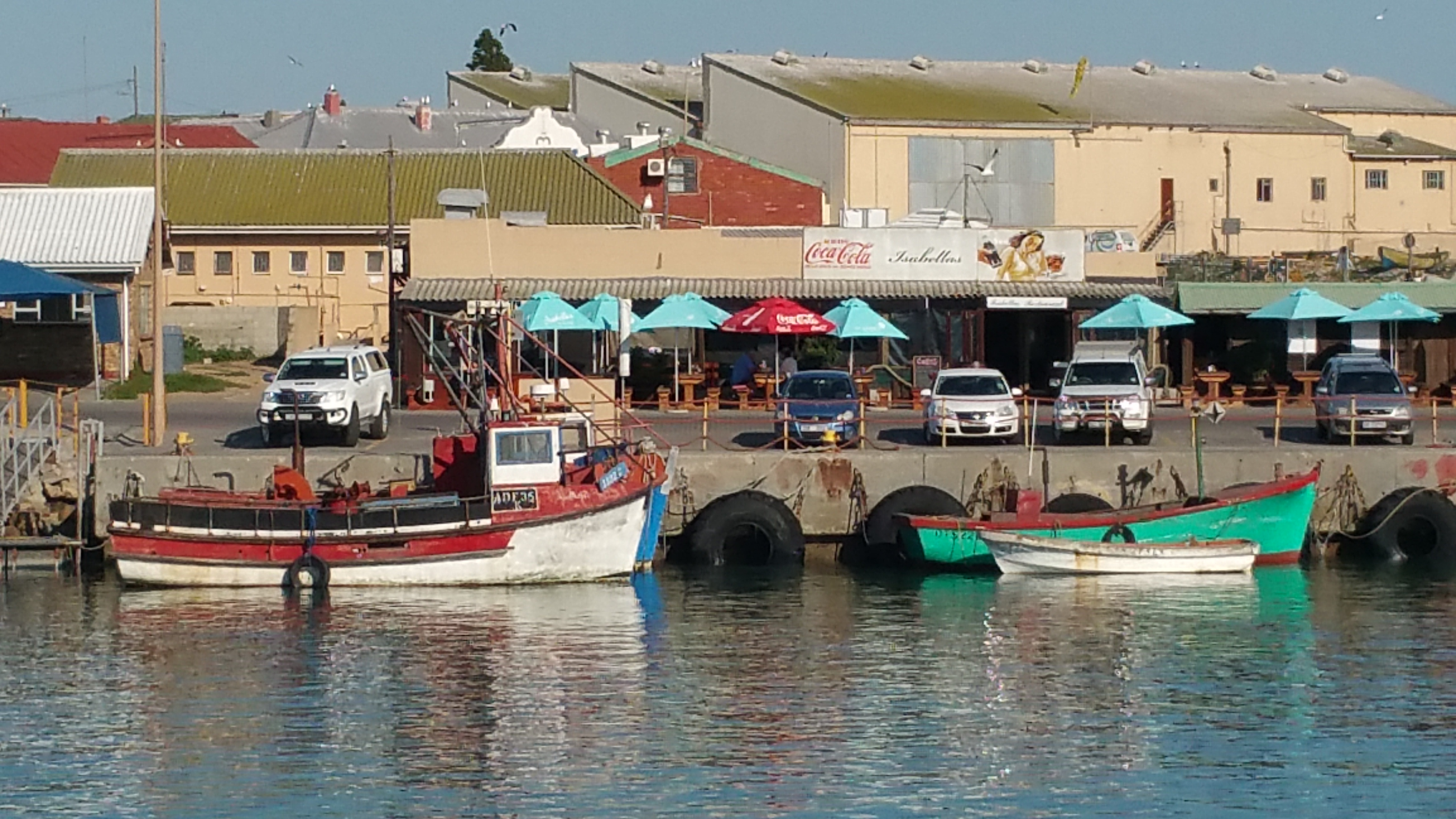
Port de Lamberts Bay.

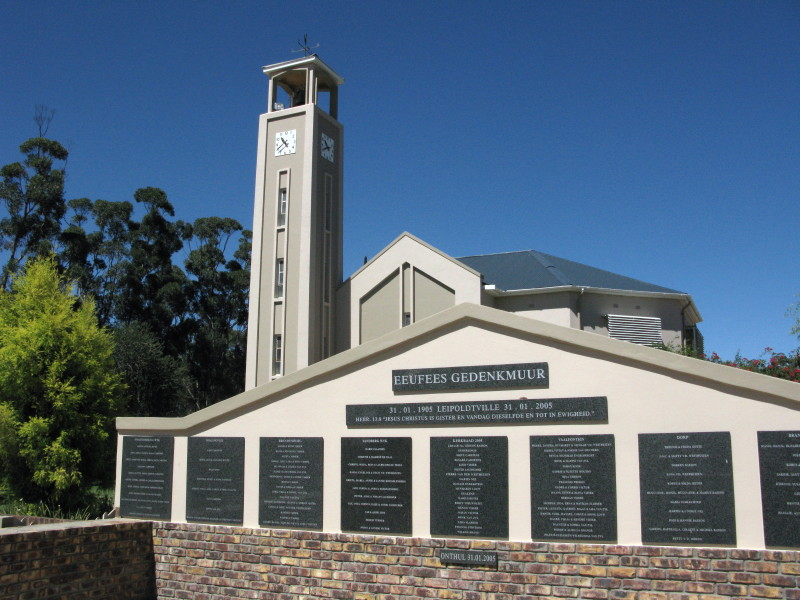
Église réformée de Leipoldtville.

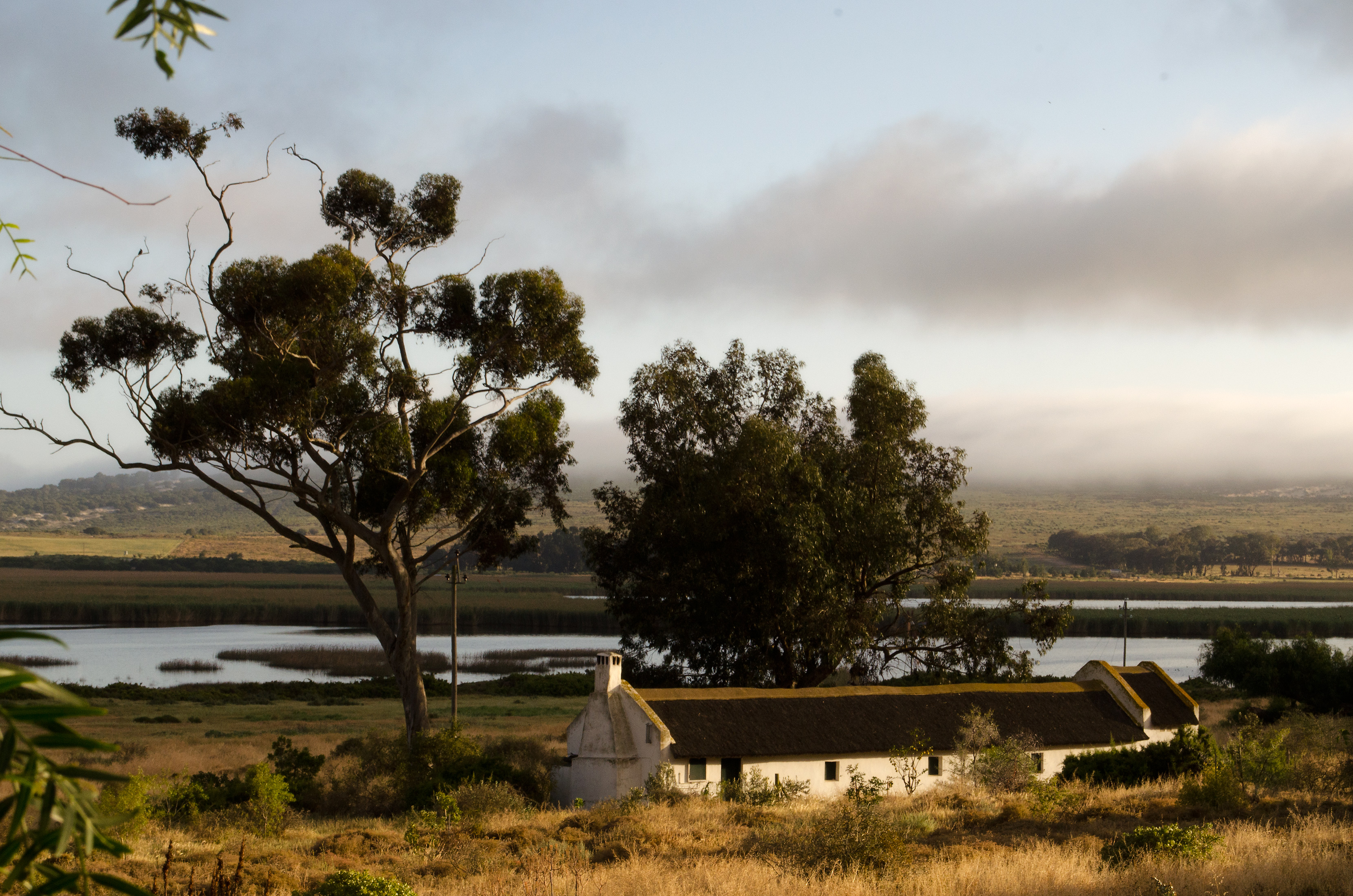
Ferme Verlorenvlei à Elands Bay.

Avant 1994, les villes de la région, constituant aujourd'hui Cederberg, étaient gérées par des conseils municipaux (Clanwilliam, Citrusdal, Lambert's Bay et Graafwater). Ces conseils municipaux étaient élus par les habitants blancs, tandis que les habitants de couleur de ces villes relevaient de comités de gestion subordonnés aux conseils municipaux. Les zones rurales étaient gérées par le Conseil des services régionaux de la côte ouest (RSC), tandis qu'à Elands Bay, il y avait un conseil local pour les résidents blancs et un comité de gestion pour les résidents de couleur sous l'autorité du RSC.
Au début des années 1990, un processus a été mis en place pour que les autorités locales négocient des fusions volontaires. Les quatre villes de la région de Cederberg participèrent à ce processus qui aboutit à la fusion des municipalités avec leurs comités de gestion respectifs pour former de nouvelles municipalités non raciales : Citrusdal en mars 1992, Clanwilliam en avril 1992, Lambert's Bay en juin 1993 et Graafwater en janvier 1994.
Après les élections générales sud-africaines de 1994 et à la suite des négociations entre les autorités locales existantes, les partis politiques et les organisations communautaires locales, les autorités locales existantes furent dissoutes pour être remplacées par des conseils locaux de transition (TLC) pour chaque ville et village. Le conseil local et le comité de gestion d'Elands Bay furent notamment fusionnés dans le TLC de Piketberg. Ces conseils de transition étaient initialement composés de membres nommés par les différentes parties aux négociations, jusqu'en mai 1996, date des élections municipales. Lors de ces élections, le conseil de district de la côte ouest fut créé, remplaçant le conseil des services régionaux de la côte ouest. Des conseils représentatifs de transition (TRC) furent aussi élus pour représenter les zones rurales en plus des TLC au sein du conseil de district. La zone qui allait devenir la municipalité de Cederberg comprenait alors le TRC de Clanwilliam et des parties des TRC de Piketberg et de Vanrhynsdorp.
Lors des élections municipales sud-africaines de 2000, les TLC et les TRC furent dissous pour être remplacés par la municipalité de Cederberg, établie en tant qu'autorité locale unique incorporant à la fois des zones rurales et urbaines. En 2011, la zone de nature sauvage de Cederberg, gérée jusque là par le district de la côte ouest, incorpora le périmètre de gestion de la municipalité.

## Administration
La municipalité de Cederberg se compose de onze sièges de conseillers municipaux.

### Liste des maires
| Maires depuis 2000  | Parti politique        | Terme                          |
| ------------------- | ---------------------- | ------------------------------ |
| Jannie Meyer        | ANC                    | 2000-2006                      |
| Sylvia Newman       | ANC                    | 2006-2007                      |
| Judy Mouton         | DA                     | 2007-2011                      |
| Benjamin Zass       | PAC                    | mai-septembre 2011             |
| Jonas White         | ANC                    | 2011-2013                      |
| Lorna Scheepers     | ANC                    | juin 2013 - juillet 2015       |
| Johan Muller        | ANC                    | 2015-2016                      |
| Charmaine September | ANC                    | juillet-aout 2016              |
| Jimmy Barnard       | DA                     | aout 2016-septembre 2018       |
| William Farmer      | DA                     | septembre 2018-juin 2019       |
| Sylvia Quinta       | ANC                    | juin - juillet 2019            |
| William Farmer      | DA                     | juillet-septembre 2019         |
| Sylvia Quinta       | ANC                    | 2019-2021                      |
| Ruben Richards      | Indépendant            | 6 novembre 2021 - juillet 2022 |
| William Farmer      | Patriotic Alliance     | juillet 2022-mars 2023         |
| Ruben Richards      | Cederberg Eerste party | depuis le 4 mars 2023          |

### Politique locale
Lors des élections municipales de 2016, l'Alliance démocratique (DA) remporta 55,36 % des voix et six sièges de conseillers municipaux contre 35,90 % et quatre sièges au congrès national africain (ANC), le dernier siège étant attribué proportionnellement à un petit parti local. À la suite des élections municipales de 2021, face à l'ANC arrivée en tête (35 %, 4 sièges), une coalition formée par le front de la liberté (3,2 %, 1 siège) et l'Alliance démocratique (20,7 %, 2 sièges) permettent au candidat d'une association de résidents (27 %, 3 sièges) de prendre la tête de la municipalité, offrant concomitamment au front de la liberté le poste de premier adjoint.
| Elections municipales sud-africaines de 2021 | Elections municipales sud-africaines de 2021 | Elections municipales sud-africaines de 2021 | Elections municipales sud-africaines de 2021 | Elections municipales sud-africaines de 2021 | Elections municipales sud-africaines de 2021 | Elections municipales sud-africaines de 2021 | Elections municipales sud-africaines de 2021 | Elections municipales sud-africaines de 2021 |
| Parti                                        | Parti                                        | Votes                                        | Votes                                        | Votes                                        | Votes                                        | Sièges                                       | Sièges                                       | Sièges                                       |
| Parti                                        | Parti                                        | Ward                                         | Liste                                        | Total                                        | %                                            | Ward                                         | Liste                                        | Total                                        |
| -------------------------------------------- | -------------------------------------------- | -------------------------------------------- | -------------------------------------------- | -------------------------------------------- | -------------------------------------------- | -------------------------------------------- | -------------------------------------------- | -------------------------------------------- |
|                                              | Congrès national africain                    | 5,228                                        | 5,267                                        | 10,495                                       | 35.5%                                        | 4                                            | 0                                            | 4                                            |
|                                              | Cederberg First Residents Association        | 4,138                                        | 4,003                                        | 8,141                                        | 27.5%                                        | 1                                            | 2                                            | 3                                            |
|                                              | Alliance Démocratique                        | 3,022                                        | 3,113                                        | 6,135                                        | 20.7%                                        | 1                                            | 1                                            | 2                                            |
|                                              | Patriotic Alliance                           | 1,161                                        | 1,137                                        | 2,298                                        | 7.8%                                         | 0                                            | 1                                            | 1                                            |
|                                              | Front de la liberté                          | 475                                          | 459                                          | 934                                          | 3.2%                                         | 0                                            | 1                                            | 1                                            |
|                                              | Indépendants                                 | 60                                           | –                                            | 60                                           | 0.2%                                         | 0                                            | –                                            | 0                                            |
|                                              | 7 autres parties                             | 737                                          | 803                                          | 1,540                                        | 5,2%                                         | 0                                            | 0                                            | 0                                            |
| Total                                        | Total                                        | 14,821                                       | 14,782                                       | 29,603                                       |                                              | 6                                            | 5                                            | 11                                           |
|                                              |                                              |                                              |                                              |                                              |                                              |                                              |                                              |                                              |
| Votes valides                                | Votes valides                                | 14,821                                       | 14,782                                       | 29,603                                       | 99,4%                                        |                                              |                                              |                                              |
| Votes nuls                                   | Votes nuls                                   | 80                                           | 113                                          | 193                                          | 0,6%                                         |                                              |                                              |                                              |
| Total des votes                              | Total des votes                              | 14,901                                       | 14,895                                       | 29,796                                       |                                              |                                              |                                              |                                              |
|                                              |                                              |                                              |                                              |                                              |                                              |                                              |                                              |                                              |
| Participation                                | Participation                                | 14,913                                       |                                              |                                              |                                              |                                              |                                              |                                              |
| Nombre de votants                            | Nombre de votants                            | 27,147                                       |                                              |                                              |                                              |                                              |                                              |                                              |
| Participation (%)                            | Participation (%)                            | 54.9%                                        |                                              |                                              |                                              |                                              |                                              |                                              |